# Andries van Eertvelt
Andries van Eertvelt (1590 – Anversa, 1652) è stato un pittore fiammingo, noto in Italia come Andrea Alfelt.

## Biografia

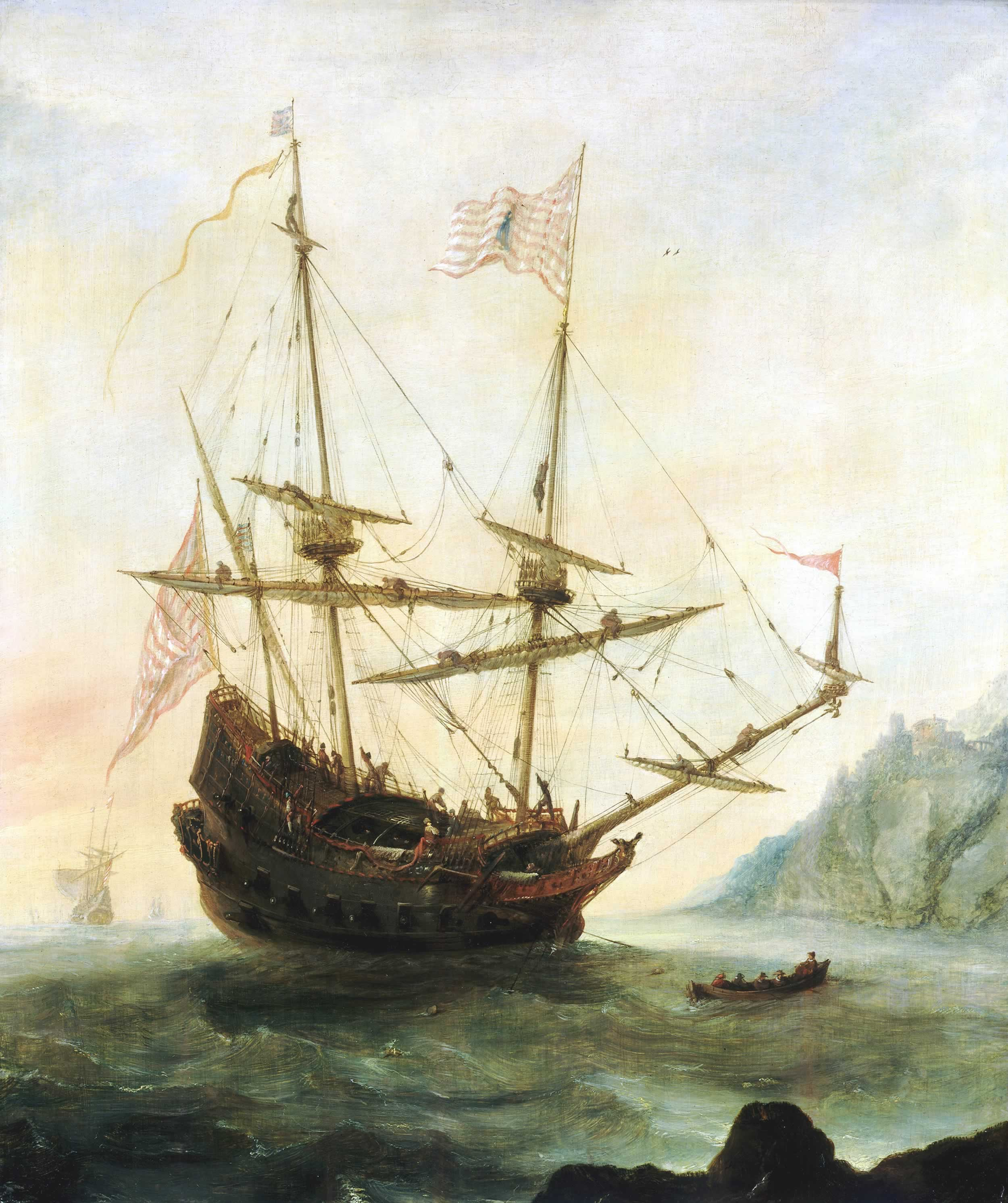
La Santa Maria, dipinto realizzato da van Eertvelt

Pittore fiammingo, nel 1609 divenne maestro nella Corporazione di San Luca, giunse a Genova, ospite di Cornelis de Wael, già preparato ed abile realizzatore di paesaggi e marine.
Le sue opere furono apprezzate dai committenti genovesi, tra cui Agostino Ayrolo.
Fu amico di Antoon van Dyck, che ne realizzò un ritratto.
Dopo il lungo soggiorno nel capoluogo ligure, van Ertvelt tornò in patria, ove morì per apoplessia.

## Opere
- Dutch ship at anchor off Genoa, National Maritime Museum, Greenwich.
- The embarkation of Spanish troops, National Maritime Museum, Greenwich.
- Dutch ship running out of a harbour, National Maritime Museum, Greenwich.
- Combattimento navale, in collaborazione con Cornelis de Wael, olio su tela, Museo navale di Pegli, Genova.
- Festa navale, in collaborazione con Cornelis de Wael, olio su tela, Museo navale di Pegli, Genova.
- La fine della battaglia: tre galeoni, due incendiati, olio su tavola, Museo Giannettino Luxoro, Genova, attribuito.
- Yachts olandesi in regata, olio su tela, Museo Giannettino Luxoro, Genova, attribuito.